# Abscesso amebiano
Abscessos amebianos ocorrem se os parasitas (Entamoeba histolytica) se disseminarem para além do trato gastrointestinal. No fígado, destroem hepatócitos até o sistema imune controlar a sua proliferação pela formação de um abscesso, que por vezes cresce e pode levar a problemas hepáticos. Raramente, podem formar-se abscessos no baço ou cérebro, complicações perigosas. Sintomas de invasão sistêmica são: febre alta oscilante, tremores, suores noturnos, dores abdominais na zona do fígado (principalmente à direita, junto ao rebordo costal), fadiga, hepatomegalia.